# Morionidius
Morionidius is een geslacht van kevers uit de familie van de loopkevers (Carabidae). De wetenschappelijke naam van het geslacht is voor het eerst geldig gepubliceerd in 1880 door Chaudoir.

## Soorten
Het geslacht Morionidius omvat de volgende soorten:
- Morionidius charon Andrewes, 1921
- Morionidius doriae Chaudoir, 1880
- Morionidius erebus Alluaud, 1933
- Morionidius inexpectatus Sciaky & Banes, 1997
- Morionidius insularis Kasahara & Ohtani, 1992